# 卡佩拉马焦雷
卡佩拉马焦雷（義大利語：Cappella Maggiore），是意大利威尼托大区特雷维索省的一个市镇。总面积11.13平方公里，人口4578人，人口密度411.3人/平方公里（2009年）。国家统计（ISTAT）代码为026007。

## 友好城市
- 英国厄尔斯顿 2004年
- 德国措尔讷丁 2013年